# (74035) 1998 HF44
(74035) 1998 HF44 – planetoida z pasa głównego asteroid okrążająca Słońce w ciągu 4,11 lat w średniej odległości 2,56 j.a. Odkryta 20 kwietnia 1998 roku.